# Samson Biceps
Samson Lundberg, mer känd som Samson Biceps, född 2 juni 1970, är en svensk skådespelare inom pornografi. Under perioden 1999 till 2007 medverkade han i 42 filmer.

## Filmografi (urval)
- 2000 – Lustgården
- 2001 – Ridskolan[2]
- 2002 – Lolitan på skidskola[3]
- 2003 – Ridskolan 2: Sexskolan[4]
- 2005 – Ridskolan 3: Skidskolan[5]
- 2005 – I julens tecken[6]
- 2006 – I vädurens tecken[7]